# Artur Čërnyj
Artur Garievič Čërnyj (in russo Артур Гариевич Чёрный?; Vladikavkaz, 11 dicembre 2000) è un calciatore russo, difensore dello Šinnik.

## Carriera
Cresciuto nel settore giovanile della Lokomotiv Mosca, esordisce in prima squadra il 22 luglio 2020, disputando l'incontro di Prem'er-Liga vinto per 0-1 contro l'Ural. Nel 2022 viene ceduto al Chimki.

## Statistiche

### Presenze e reti nei club
Statistiche aggiornate al 7 agosto 2022.
| Stagione               | Squadra                | Campionato             | Campionato | Campionato | Coppe nazionali | Coppe nazionali | Coppe nazionali | Coppe continentali | Coppe continentali | Coppe continentali | Altre coppe | Altre coppe | Altre coppe | Totale | Totale |
| Stagione               | Squadra                | Comp                   | Pres       | Reti       | Comp            | Pres            | Reti            | Comp               | Pres               | Reti               | Comp        | Pres        | Reti        | Pres   | Reti   |
| ---------------------- | ---------------------- | ---------------------- | ---------- | ---------- | --------------- | --------------- | --------------- | ------------------ | ------------------ | ------------------ | ----------- | ----------- | ----------- | ------ | ------ |
| 2019-2020              | Kazanka Mosca          | 2D                     | 13         | 0          |                 | -               | -               |                    | -                  | -                  |             | -           | -           | 13     | 0      |
| 2020-2021              | Kazanka Mosca          | 2D                     | 16         | 2          |                 | -               | -               |                    | -                  | -                  |             | -           | -           | 16     | 2      |
| 2021-2022              | Kazanka Mosca          | 2D                     | 4          | 0          |                 | -               | -               |                    | -                  | -                  |             | -           | -           | 4      | 0      |
| Totale Kazanka Mosca   | Totale Kazanka Mosca   | Totale Kazanka Mosca   | 33         | 2          |                 | -               | -               |                    | -                  | -                  |             | -           | -           | 33     | 2      |
| 2019-2020              | Lokomotiv Mosca        | PL                     | 1          | 0          | CR              | 0               | 0               | UCL                | -                  | -                  | SR          | -           | -           | 1      | 0      |
| 2020-2021              | Lokomotiv Mosca        | PL                     | 0          | 0          | CR              | 0               | 0               | UCL                | 0                  | 0                  | SR          | 0           | 0           | 0      | 0      |
| 2021-2022              | Lokomotiv Mosca        | PL                     | 2          | 0          | CR              | 1               | 0               | UEL                | 0                  | 0                  | SR          | 0           | 0           | 3      | 0      |
| Totale Lokomotiv Mosca | Totale Lokomotiv Mosca | Totale Lokomotiv Mosca | 3          | 0          |                 | 1               | 0               |                    | 0                  | 0                  |             | 0           | 0           | 4      | 0      |
| 2022-2023              | Chimki                 | PL                     | 4          | 0          | CR              | 0               | 0               |                    | -                  | -                  |             | -           | -           | 4      | 0      |
| Totale carriera        | Totale carriera        | Totale carriera        | 40         | 2          |                 | 1               | 0               |                    | 0                  | 0                  |             | 0           | 0           | 41     | 2      |